# Herbert Jones

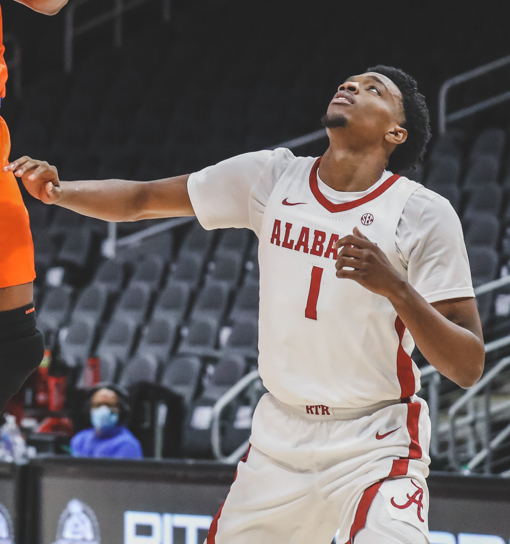
Herbert Jones, 2020.

Herbert Keyshawn "Herb" Jones, född 6 oktober 1998 i Greensboro i Alabama, är en amerikansk professionell basketspelare (SF) som spelar för New Orleans Pelicans i National Basketball Association (NBA).
Han draftades av New Orleans Pelicans i andra rundan i 2021 års draft som 35:e spelare totalt.
Innan Jones blev proffs studerade han vid University of Alabama och spelade för deras idrottsförening Alabama Crimson Tide.